# Titanic, la légende continue
Pour plus de détails, voir Fiche technique et Distribution.
Titanic, la légende continue (Titanic: La leggenda continua) est un film d'animation italien de Camillo Teti sorti en 2000.

## Synopsis
Southampton, le 10 avril 1912. Le Titanic est sur le point d'appareiller pour son voyage inaugural vers New York. À bord se trouve la belle Angelica, une jeune fille triste, orpheline de mère et constamment harcelée par sa belle-mère, ses demi-sœurs et leur chat. Le seul souvenir qu'il lui reste de sa mère est un pendentif, qu'elle garde précieusement et auquel elle est très attachée. À bord du paquebot, Angelica fait la connaissance de William, un riche homme d'affaires accompagné de sa nounou Denise et de son secrétaire Gaston. Ce dernier se révèle rapidement être un homme mauvais, qui vole le pendentif d'Angelica pour faire la cour à la chanteuse Molly. Pour le retrouver, la jeune fille sera aidée non seulement par William, mais aussi par un groupe de souris et d'autres animaux, menés par le superviseur du navire, le chien Fritz.
Le voyage n'est pas de tout repos : le Titanic embarque également une voleuse, Corynthia (Amalia en VO), accompagnée de son chihuahua Tigre et de ses deux acolytes et neveux Dirk et Kirk, qui sont recherchés par le détective Sam Bradbury, ainsi qu'un banquier en faillite, Jeremy McFlannel, qui cherche à rencontrer quelqu'un pour le renflouer.
Dans la nuit du 14 avril 1912, le Titanic heurte un iceberg qui n'a pas été repéré à temps par l'équipage. L'eau s'engouffre et inonde bientôt une grande partie du navire, qui est condamné à couler. Dans la panique et la confusion générale, Angelica parvient à embarquer dans un canot de sauvetage, mais William n'a pas cette chance. Le croyant mort, Angelica est désespérée mais celui-ci réapparaît, ayant réussi à nager pour se mettre en sécurité. Le Titanic se brise en deux et est englouti par l'océan. Malheureusement, il y a des victimes, dont Molly qui périt dans le naufrage, mais presque tout le monde réussit à se sauver. Pendant le temps passé sur le canot de sauvetage, Angelica découvre également que sa mère était Denise. Quelque temps plus tard, William et Angelica se marient, couronnant ainsi leur rêve d'amour.

## Distribution

### Voix italiennes
- Francesca Guadagno : Angelica
- Francesco Pezzulli : William
- Valeria Perilli : Gertrude
- Claudia Pittelli : Berenice
- Eliana Lupo : Ortensia
- Stefania Romagnoli : Amalia
- Lucio Saccone : Gaston
- Luigi Ferraro : Kirk
- Diego Reggente : Dirk
- Mino Caprio : Sam Bradbury
- Stefano Mondini : le premier officier Stockard
- Pieraldo Ferrante : le capitaine Edward Smith
- Antonella Giannini : Molly
- Letizia Ciampa : Pablito
- Graziella Polesinanti : Victoria
- Bobby Solo : Fritz

### Voix anglaises
- Lisa Russo : Angelica
- Mark Thompson-Ashworth : William
- Caroline Yung : Max la souris / la souris suédoise
- Giselle Matthews : Gertrude
- Silva Belton : Bernice
- Bianca Alessandra Ara : Hortense
- Veronica Wells : Corynthia
- Clive Riche : Kirk
- Doug Meakin : Dirk
- Jacques Stany : Gaston
- Mickey Knox : Sam Bradbury
- Edmund Purdom : Jeremy McFlannel
- David Brandon : le premier officier Stockard
- Kenneth Belton : le capitaine Edward Smith
- Pat Starke : Molly
- Jill Tyler : Victoria
- Gregory Snegoff (en) : Fritz / Geoffrey
- Susan Spifford : la mère d'Angelica (non créditée)

### Voix françaises
- Tony Marot : William
- Damien Witecka : le dalmatien
- Michel Modo : le chien noir
- Dolly Vanden : Max la souris